# Негрешть (Молдова)
Негрешть (рум. Negrești) — село у Страшенському районі Молдови. Утворює окрему комуну.

## Населення
За даними перепису населення 2004 року у селі проживала 1401 особа.
Національний склад населення села:
| Національність       | Кількість осіб | Відсоток   |
| -------------------- | -------------- | ---------- |
| молдавани румуни     | 1352 23        | 96,5% 1,6% |
| росіяни              | 12             | 0,9%       |
| українці             | 9              | 0,6%       |
| болгари              | 2              | 0,1%       |
| гагаузи              | 1              | 0,1%       |
| інша / без відповіді | 2              | 0,1%       |
| Всього               | 1401           | 100%       |